# Expansionism
Expansionismul este o atitudine prin care se urmărește extinderea politică și economică asupra unui teritoriu străin, cel mai des acesta este susținut prin politici guvernamentale.
Expansionismul se referă la tendința unor state de a obține un teritoriu mai mare prin construirea imperiilor pe cale militară sau colonialism.
Iredentismul, revanșismul, revizionismul sau pan-naționalismul sunt uneori utilizate pentru a justifica și legitima expansionismul, dar numai atunci când obiectivul explicit este de a recuceri teritoriile care au fost pierdute, sau reîntoarce pământul strămoșesc. 